# Francesco Renzetti
Francesco Renzetti (Montecarlo, Mónaco, 22 de enero de 1988) es un futbolista italiano. Juega como lateral izquierdo.

## Trayectoria

### Genoa
Francesco Renzetti comenzó su carrera en las categorías juveniles del Genoa, y finalmente hizo una aparición en el primer equipo del Genoa.

### Lucchese
Lucchese lo contrató de forma temporal en enero de 2006. El club compró la mitad de los derechos de registro de Renzetti y Emanuele Volpara por 250.000 € cada uno al final de la temporada.

### AlbinoLeffe
Renzetti se fue a AlbinoLeffe en un acuerdo de copropiedad en 2008, por 750.000 € (Genoa adquirió a Renzetti de Lucchese por 600.000 €), como parte del acuerdo por el que Genoa firmó el 50% restante de los derechos de registro de Gleison Santos (y se vendió al Reggina) por 1M €.

### Padova
Después de 39 apariciones con Albinoleffe en la Serie B, Renzetti fue readquirido por Genoa por solo € 250 000 y posteriormente revendido nuevamente en copropiedad al club de la Serie B Padova por € 500,000. Finalmente, Padova lo compró en su totalidad por otro millón de euros.

### Cesena
El 12 de julio de 2013, Renzetti se incorporó al A.C. Cesena como agente libre. Firmó un nuevo contrato en enero de 2016, que duraría hasta el 30 de junio de 2019.

### Regreso a Genoa
El 30 de junio de 2016, el Genoa volvió a firmar con Renzetti por una tarifa de 1,2 millones de euros. Como parte del acuerdo, Giuseppe Panico se fue al Cesena cedido por 2 temporadas. A partir de la temporada 2015-16, todos los clubes de la Serie A debían tener 4 jugadores entrenados por el club en su equipo de 25 jugadores, o de lo contrario, el equipo se vería obligado a reducirse al no usar el lugar para esos jugadores entrenados por el club. Sin embargo, el 31 de agosto Renzetti regresó a Cesena en un trato temporal desde Genoa. Finalmente, el equipo quedó solamente con 23 jugadores (los jugadores nacidos en 1995 o después no estaban restringidos, como Giovanni Simeone), ya que solo Mattia Perin y Lukáš Zima se usaron para completar la cuota.

### Cremonese
El 12 de julio de 2017, Renzetti fue cedido a Cremonese, con la obligación de comprarlo al final de temporada. Cremonese cumplió con la obligación y se incorporó al club de forma permanente el 1 de julio de 2018.

### ChievoVerona
El 28 de enero de 2020 firmó con el ChievoVerona hasta el 30 de junio de 2020.

## Selección nacional
Renzetti hizo varias apariciones representando a Italia en varias de sus categorías inferiores. A nivel internacional, ha representado a las selecciones juveniles jugando para la Sub-15, Sub-17, Sub-20 y Sub-21.

## Clubes
| Club               | País   | Año         | Part. | Goles |
| ------------------ | ------ | ----------- | ----- | ----- |
| Genoa              | Italia | 2005-2006   | 1     | 0     |
| Lucchese           | Italia | 2006-2008   | 53    | 0     |
| AlbinoLeffe        | Italia | 2008-2009   | 39    | 1     |
| Padova             | Italia | 2009-2013   | 143   | 1     |
| Cesena             | Italia | 2013-2016   | 99    | 0     |
| Genoa              | Italia | 2016-2018   | 0     | 0     |
| Cesena (cesión)    | Italia | 2016-2017   | 30    | 1     |
| Cremonese (cesión) | Italia | 2017-2018   | 38    | 0     |
| Cremonese          | Italia | 2018-2020   | 22    | 0     |
| ChievoVerona       | Italia | 2020-2021   | 0     | 0     |
| Modena             | Italia | 2021-2023   | 36    | 0     |
| Total              |        | 2005 - 2023 | 461   | 3     |